# Albert Akst

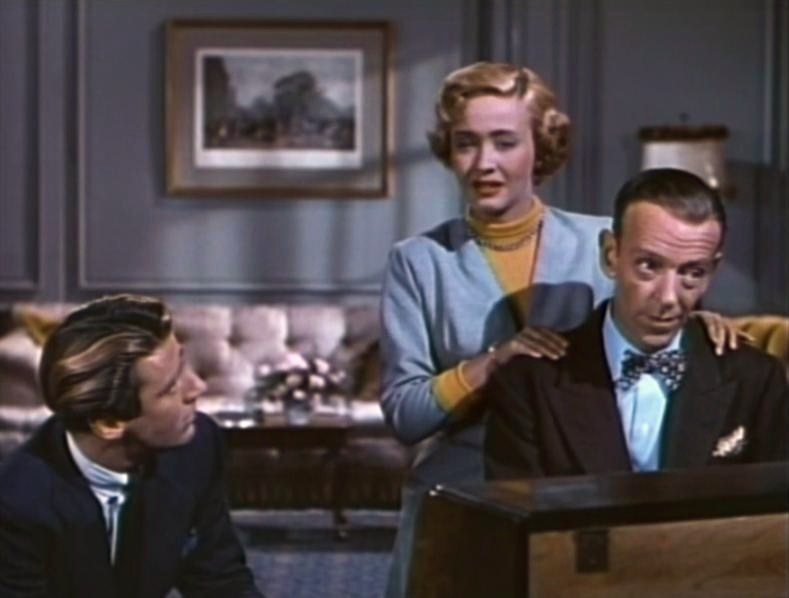
Mariage royal (1951), avec Peter Lawford, Jane Powell et Fred Astaire (de g. à d.)

Albert Akst est un monteur américain (membre de l'ACE), né le 31 août 1899 à Atlantic City (New Jersey), mort le 19 avril 1958 à Los Angeles (Californie).

## Biographie
Albert Akst intègre d'abord Universal Pictures, où il est monteur de sept films sortis entre 1932 et 1935, dont Le Corbeau de Lew Landers (1935, avec Béla Lugosi et Boris Karloff).
Puis il rejoint la Metro-Goldwyn-Mayer, y menant le reste de sa carrière, avec cinquante-et-un autres films américains sortis à partir de 1939, exclusivement des courts métrages jusqu'en 1941. Par la suite, Il contribue principalement à des films musicaux, dont Girl Crazy de Norman Taurog et Busby Berkeley (1943, avec Mickey Rooney et Judy Garland), Les Demoiselles Harvey de George Sidney (1946, avec Judy Garland et John Hodiak), Mariage royal de Stanley Donen (1951, avec Fred Astaire et Jane Powell), ou encore Tous en scène de Vincente Minnelli (1953, avec Fred Astaire et Cyd Charisse).
Mentionnons également le film d'aventure Les Contrebandiers de Moonfleet de Fritz Lang (1955, avec Stewart Granger et George Sanders) et le film de boxe Marqué par la haine de Robert Wise (avec Paul Newman et Pier Angeli), son dernier film sorti en 1956, qui lui vaut une nomination à l'Oscar du meilleur montage.

## Filmographie partielle
- 1932 : Flaming Guns (en) d'Arthur Rosson
- 1933 : Rustlers Roundup d'Henry MacRae
- 1934 : Tailspin Tommy de Lew Landers (serial)
- 1935 : A Notorious Gentleman d'Edward Laemmle
- 1935 : Le Corbeau (The Raven) de Lew Landers
- 1935 : Princess O'Hara de David Burton
- 1939 : Home Early de Roy Rowland (court métrage)
- 1941 : The Feminine Touch de W. S. Van Dyke
- 1942 : Johnny, roi des gangsters (Johnny Eager) de Mervyn LeRoy
- 1942 : Un drôle de lascar (A Yank at Eton) de Norman Taurog
- 1943 : Fou de girls (Girl Crazy) de Norman Taurog et Busby Berkeley
- 1943 : Lily Mars vedette (Presenting Lily Mars) de Norman Taurog
- 1944 : Le Chant du Missouri (Meet Me in St. Louis) de Vincente Minnelli
- 1945 : Ziegfeld Follies de Vincente Minnelli
- 1946 : La Pluie qui chante (Till the Clouds Roll By) de Richard Whorf
- 1946 : Les Demoiselles Harvey (The Harvey Girls) de George Sidney
- 1947 : Vive l'amour (Good News) de Charles Walters
- 1948 : Parade de printemps (Easter Parade) de Charles Walters
- 1948 : Belle Jeunesse (Summer Holiday) de Rouben Mamoulian
- 1948 : Ma vie est une chanson (Words and Music) de Norman Taurog
- 1949 : Entrons dans la danse (The Barkleys of Broadway) de Charles Walters
- 1950 : Taxi, s'il vous plait (The Yellow Cab Man)
- 1949 : Tension de John Berry
- 1950 : La Jolie Fermière (Summer Stock) de Charles Walters
- 1951 : Mariage royal (Royal Wedding) de Stanley Donen
- 1951 : Le Cabaret du soleil couchant (The Strip) de László Kardos
- 1952 : La Belle de New York (The Belle of New York) de Charles Walters
- 1952 : Tu es à moi (Because You're Mine) d'Alexander Hall
- 1953 : Le Joyeux Prisonnier (Small Town Girl) de László Kardos
- 1953 : Tous en scène (The Band Wagon) de Vincente Minnelli
- 1953 : La Madone gitane (Torch Song) de Charles Walters
- 1954 : Flame and the Flesh de Richard Brooks
- 1954 : Brigadoon de Vincente Minnelli
- 1955 : Le Procès (Trial) de Mark Robson
- 1955 : Les Contrebandiers de Moonfleet (Moonfleet) de Fritz Lang
- 1956 : Viva Las Vegas (Meet Me in Las Vegas) de Roy Rowland
- 1956 : Marqué par la haine (Somebody Up There Likes Me) de Robert Wise

## Récompenses et distinctions
- 1957 : Nomination à l'Oscar du meilleur montage, pour Marqué par la haine.